# Apetatitlán de Antonio Carvajal
Apetatitlán de Antonio Carvajal è un comune del Messico, situato nello stato di Tlaxcala, il cui capoluogo è la località di Apetatitlán.